# 江藤正修
江藤 正修（えとう まさのぶ、1944年 - 2017年5月24日）は、昭和から平成時代の社会運動家、ジャーナリスト。政治グループ・MELTの中心メンバー。『労働情報』編集長。

## 経歴
東京都杉並区、埼玉県川口市で育ち、中学生のとき隣家の共産党員から影響を受けた。1960年、埼玉県立浦和西高校に入学。1962年、日本社会主義青年同盟に加盟。1963年、高校の先輩で後に全国反戦委員会世話人となる村上明夫により社青同構造改革派（後の主体と変革派）の一員となった。高校卒業後、一浪して法政大学文学部に入学。1966年頃に村上の誘いで社青同の専従となり、1968年に埼玉県反戦青年委員会事務局長となった。
70年闘争の後は左翼運動から離れてサラリーマン生活を送っていたが、社青同に加入していた第四インターメンバーと再会したことが契機となり、1974年に第四インターナショナル日本支部に加盟した。1976年から『季刊労働運動』編集部員、1977年の創刊時から2004年まで『労働情報』事務局員を務めた。1987年に第四インターから分派した第四インターナショナル日本支部再建準備グループ（MELT）メンバーとなった。2008年時点で「現代の労働研究会」事務局長。2017年5月24日に死去、享年72歳。

## 著書
- 『日本社会党への手紙』 松岡英夫共編、教育史料出版会、1990年
- 『戦後左翼はなぜ解体したのか――変革主体再生への展望を探る』寺岡衛著、江藤正修編、同時代社、2006年
- 『資料集 戦後左翼はなぜ解体したのか』 江藤正修編、同時代社、2006年
- 『20世紀社会主義の挫折とアメリカ型資本主義の終焉――左翼再構築の視座を求めて』 寺岡衛著、江藤正修編、柘植書房新社、2010年
- 『前田裕晤が語る 大阪中電と左翼労働運動の軌跡』 前田裕晤著、江藤正修編、同時代社、2014年
- 『杉本昭典と尼崎の政治・労働運動』 前田裕晤監修、江藤正修、広畑貞昭聞き手・記録、鹿砦社、2015年